# 3387 Ґрінберґ
3387 Ґрінберґ (3387 Greenberg) — астероїд головного поясу, відкритий 20 листопада 1981 року.
Тіссеранів параметр щодо Юпітера — 3,355.